# Gaspare Zinnanti
Gaspare Zinnanti (Palermo, 18 dicembre 1961 – Reggio Emilia, luglio 2001) è stato un assassino seriale italiano, noto anche come il "Purificatore di Milano". Uccise tre persone in soli dieci giorni.

## Biografia
Gaspare Zinnanti nacque a Palermo nel 1961 e da piccolo si trasferì con la madre a Milano, dove visse fino all'età adulta. Poco dopo la nascita era rimasto orfano di padre, camionista, a causa di un incidente stradale. Entrò nel Collegio dei Padri Somaschi dove rimase fino ai 14 anni, poiché la madre non poteva prendersene cura e sperava che il figlio crescesse tra figure maschili. Nonostante sembrasse un ragazzo apparentemente normale era insofferente allo studio e, nel periodo adolescenziale, si avvicinò a frequentazioni che lo portarono a commettere i primi reati e alla tossicodipendenza.
Dopo il servizio militare, Zinnanti iniziò a lavorare presso una fonderia e in un supermercato, poi a 21 anni conobbe e sposò una donna, andando a convivere con lei a Torino. Il matrimonio però naufragò quattro anni dopo: la moglie era l'unica dei due a lavorare e lo riteneva un fannullone con amicizie poco raccomandabili. Dalla metà degli anni ottanta, Zinnanti tornò nel capoluogo lombardo ma non dalla madre, dipendente della SNIA che si era trasferita a Magenta, con cui aveva frequenti dissapori. Riprese a vivere di espedienti, commettendo furti e rapine, prostituendosi nei bagni degli alberghi diurni, finendo anche in carcere più volte, dove trascorse in tutto sei anni. Spesso dormiva sulle panchine, alla stazione Centrale o sulle carrozze dei treni ma, nonostante questa vita e il consumo di hashish, eroina e Roipnol, non era completamente assuefatto dalle sostanze e riusciva a mantenere un aspetto curato. Nel 1992 conobbe un'insegnante in pensione, Francesca Coelli, 52 anni, benestante e divorziata, con la quale instaurò una relazione prima del tutto sessuale, poi sentimentale, spesso convivendo nel suo appartamento di via Vanvitelli, nel quartiere di Città Studi. Nel gennaio 1997 uscì dalla sua ultima detenzione di venti mesi nel carcere di Alessandria.

### I delitti del marzo 1997
Il 10 marzo 1997, Zinnanti, a 35 anni, fu segnato - a suo dire - da una frase pronunciata da Coelli durante un pranzo, apparentemente del tutto innocua e dal contesto imprecisato, "Tu sai cosa devi fare" e il giorno dopo, l'uomo uccise a martellate Coelli nella sua casa. Zinnanti sarebbe stato per ore a piangere accanto al cadavere della donna (che venne rinvenuto solo dieci giorni dopo dal fratello), per poi decidere di liberarsi del martello, degli indumenti sporchi di sangue e di prendere un treno per Roma, senza una ragione precisa, forse per allontanarsi il più possibile dal luogo del suo primo delitto. Ritornò però subito dopo in treno a Milano, dirigendosi a casa di un suo amico, Alvaro Calvi, omosessuale, 58 anni, marinaio e portavalori in pensione, che viveva in viale Monza. Il 12 marzo 1997 Zinnanti usò la metropolitana per raggiungerlo, la linea 3, e alla fermata Sondrio, nella calca dei passeggeri, spinse giù sui binari Genoveffa Nuzzo, una donna di 40 anni, pochi istanti prima dell'arrivo del treno. La donna fu salvata in tempo, ma venne poi condotta in ospedale per l'edema cerebrale provocato e lo shock dell'aggressione. Zinnanti scappò via, recandosi a casa di Calvi, dove convisse brevemente con l'uomo e ci ebbe rapporti sessuali.
Il 21 marzo 1997, anche Calvi venne ucciso da Zinnanti all'improvviso, di spalle, a martellate proprio come aveva fatto con Coelli, con un martello comprato pochi giorni prima. Il cadavere venne ritrovato il giorno dopo dal cognato e dalla polizia. L'uomo si liberò anche questa volta dei vestiti sporchi di sangue e gettò il martello nella spazzatura, chiudendo a chiave la porta dell'appartamento. Lo stesso giorno, tornò in stazione Centrale, dove conobbe Vincenzo Zenzola, 43 anni, tossicodipendente come lui, che viveva di espedienti in giro per la città ed era senza fissa dimora. I due decisero di recarsi nello stabile abbandonato dove Zenzola di solito dormiva, in via Sibari, nel quartiere Vigentino, nella periferia sud. Zinnanti ebbe subito l'idea di ucciderlo, ma era un uomo di grossa stazza, perciò attese che si addormentasse e nella notte lo uccise nel sonno, sempre a martellate.
Zinnanti passò il giorno e la notte successivi in stazione Centrale come era usuale, finché il 23 marzo 1997 decise di procurarsi dei soldi per mangiare. Qui conobbe un altro tossicodipendente, Alessandro Vianello, 27 anni, di Mestre, col quale si accordò per rapinare una donna di passaggio per 73mila lire, minacciandola in via Pisani con una siringa usata, a pochi passi dalla stazione. La vittima però era una giornalista radiofonica e riconobbe Zinnanti, la cui foto segnaletica era stata diffusa dai quotidiani, perciò avvisò la polizia ferroviaria, facendolo arrestare.

### Gli interrogatori e l'internamento in OPG
Zinnanti ammise i crimini commessi, i tre omicidi e si autoaccusò anche in seguito del tentato omicidio della Nuzzo in metropolitana, oltre la rapina. Gli inquirenti lo descrissero come "un uomo dall'apparenza mite, garbato e con modi gentili che infondevano fiducia". Venne descritto quindi come uno affabile e un gigolò da chi lo aveva conosciuto, come i volontari di Exodus che aiutavano i tossicodipendenti della stazione e i vicini di casa della prima donna uccisa. Emerse subito la personalità profondamente disturbata e contraddittoria del personaggio: alla base dei suoi omicidi c'era una profonda crisi mistica, riteneva di dover purificare il mondo dal male, uccidendo le persone così che non soffrissero più, per le quali disse di provare quasi un sentimento d'amore nel momento di eliminarle, una probabile fine che avrebbe fatto anche l'ultima conoscenza di Zinnanti, Vianello, se non fosse stato fermato.
Il criminologo Francesco De Fazio stabilì che Zinnanti fosse affetto da un delirio paranoide con base mistica proprio di una patologia psichiatrica; un altro criminologo, Francesco Bruno, ipotizzò che fosse invece definibile un omicida di massa: «Il serial killer è sano di mente e comincia ad uccidere da giovane. Gaspare Zinnanti sembra aver cominciato tardi. Ha ucciso prima gli amici per arrivare, se non fosse stato arrestato, a sopprimere chissà quanta gente». L'uomo ammise anche di essere bisessuale, preferiva intrattenere rapporti sentimentali con gli uomini, mentre considerava di convenienza i rapporti con le donne. In tribunale, nei mesi successivi Zinnanti parlò di Dio, di un "mondo malato", della purificazione che passava solo attraverso la morte, su Calvi disse: «Gliel'ho letto negli occhi che mi chiedeva di ucciderlo» e così tutti gli altri che aveva ucciso o cercato di uccidere, sempre di spalle perché non voleva "che soffrissero".
L'uomo venne sottoposto a perizia psichiatrica da parte dello psicopatologo forense Gianluigi Ponti e fu dichiarato completamente incapace di intendere e di volere, in quanto affetto da una grave ed acuta schizofrenia e dotato di elevatissima pericolosità sociale. Il decorso della malattia mentale non era considerato prevedibile e le possibilità di cura erano del tutto remote. Il 13 marzo 1998 il giudice per le indagini preliminari Renato Bricchetti annullò il processo in corte d'assise, dichiarando Zinnanti non imputabile per totale infermità mentale, destinandolo a tempo indeterminato all'ospedale psichiatrico giudiziario di Reggio Emilia dove ogni sei mesi sarebbe stato sottoposto ad accertamenti. 

### Morte
Zinnanti passò gli ultimi anni di vita nell'OPG, dove le voci e le allucinazioni continuarono a tormentarlo, fino a quando nel luglio 2001, gli agenti di custodia lo trovarono impiccato alle sbarre della sua cella, all'età di 39 anni.